# Zdzisław Kwaśny
Zdzisław Kwaśny (* 6. November 1960) ist ein ehemaliger polnischer Leichtathlet, der sich auf den Hammerwurf spezialisiert hatte.
Den größten Erfolg seiner Karriere feierte er bei den Leichtathletik-Weltmeisterschaften 1983 in Helsinki. Dort gewann er mit einer Weite von 79,42 m die Bronzemedaille hinter Sergei Litwinow (82,68 m) und Jurij Sedych (80,94 m) aus der Sowjetunion. Im selben Jahr wurde Kwaśny auch polnischer Meister.
Zdzisław Kwaśnys persönliche Bestleistung im Hammerwurf liegt bei 80,18 m, aufgestellt am 21. August 1983 in London. Die Weite hatte fast siebzehn Jahre lang als polnischer Rekord Bestand, bevor sie von Szymon Ziółkowski übertroffen wurde.